# 西林园
西林园，又名西林或安氏西林，位于江苏省无锡市锡山区境内。始建于明嘉靖年间，明清两朝属于无锡世家望族胶山安氏之私家园林。明朝著名文学家王世贞曾撰《西林记》以记其胜，并誉其为“两百年来东南一名区也”。唐寅、文征明等名士亦曾到访，无不感叹其景致之精巧和规模之庞大。经过安氏几代人的不断维护、修缮和拓建，在清朝初年，西林的规模和景观均达到鼎盛，一度园内文人墨客云集。明末清初吴门画派名家张复曾作画《西林园景图册》（现藏于无锡博物院）来记录西林内的三十二处景观风貌。清朝中后期，随着安氏家道中落，西林也变得无人问津。最终，因日久失修而破败不堪。民国时期，西林内的人文景观仅剩有堂屋5间，昔日的亭台楼阁早已荡然无存，自然景观也因缺乏维护而不可辨识。仅存的5间堂屋在抗战时期全部毁于战火。2018年，无锡市政府相关部门开始筹划重建“西林”，并将其纳入“无锡翠屏山旅游度假区总体规划”当中。重建后的西林园位于无锡锡东胶山南麓，东靠润锡北路，西邻牛腿山，南靠胶阳路，占地面积约10公顷，是一座传统江南园林风格的纪念性园林。

## 初建
明朝嘉靖年间，无锡当地巨贾安国出资建造私家园林，先后在自家府邸周围建造了菊乐园、嘉荫园与桂坡馆，而桂坡馆，即为西林前身。后因为自然灾害，安国又雇佣当地百姓开河，在拓建桂坡馆的同时，又帮助邑人解决了收入问题。清朝吴熙所撰写的《泰伯梅里志》中记载：“胶山数里无水，嘉靖间，岁旱民饥，国出粟，课民凿渠，日集千夫。自春及夏，遂成巨浸，活民无算。石田转为沃壤，圃亦遂为一邑冠。”安国出资所挖的湖名为“山庄河”，其中建有仿镇江金山和焦山的二岛，曰：“金焦分胜。”明代戏曲作家张凤翼在《乐志园记》中写道：“无锡‘西林’主人安国，缘山凿池，日役千人，不数月而成。”

## 拓建
经过几代人的经营和逐步拓建，当西林传至安国之曾孙安绍芳手上时已达到鼎盛。依托胶山一带的自然风貌和后期安氏家族营造的人文景观，西林占地庞大，有山有水。人文景观与自然景观共计三十二处之多。为记录西林之胜，安绍芳特邀明末吴门画派名家张复为其绘制西林图册，《西林园景图册》。该画册属于册页，每页描绘一个景象单元，现藏于无锡博物院。

### 三十二景
西林鼎盛时期三十二处景观为：
- 纤纤泉
- 兰岩
- 石道
- 遁谷
- 晨光坞
- 层磐
- 花津
- 含星濑
- 鹤径
- 凫屿
- 一苇渡
- 上岛
- 中州
- 深渚
- 息矶
- 素波亭
- 虚籁堂
- 景榭
- 空香阁
- 夕霁亭
- 萧阁
- 迴梁
- 爽台
- 荣木轩
- 雪舲
- 风弦障
- 松步
- 椒庭
- 沃丘
- 镜潭
- 疏峰馆
- 醉石

|  |  |  |  |

### 艺术创作
- 《西林全集》共二十卷，（明）安绍芳
- 《西林记》，（明）王世贞
- 《西林园景图册》，（明）张复[13]

## 重建
2015年10月10日，江苏省人民政府审批通过在无锡市锡山区建设“省级旅游度假区”，翠屏山旅游度假区。2018年10月23日，距离翠屏山旅游度假区不远的古园西林被纳入规划范围内，工程预算为2亿人民币。重建的西林园效仿当年安氏之西林，“背山面水，带以华薄，蔚然深靓，曲桥飞楼，逶迤夭矫”，并根据《西林园景图册》意境，取法古建规制，借山水地貌再现西林胜景，精心打造中洲、雪舲池、桂坡馆、凫屿、镜潭等重要景点。新西林占地面积约10公顷，是一座江南传统园林风格的纪念性园林。
|  |  | 胶山 凤凰山 鸡笼山 吼山 西林园 胶山支脉风弦障两侧 安镇 |